# ウァレリウス・ロムルス
マルクス・ウァレリウス・ロムルス（ラテン語: Marcus Valerius Romulus, 292年または295年 - 309年）はローマ帝国の執政官（308年 - 309年）。後の皇帝マクセンティウスの長男として生まれ、母親は皇帝ガレリウスの娘ウァレリア・マクシミラ。ガレリウスの外孫にあたる。名前はマルクス・アウレリウス・ロムルス（Marcus Aurelius Romulus）とも。
幼少期にはclarissimus puerの称号を持ち、その後nobilissimus virの称号を得た。308年には父と共に執政官に就任し、310年には単独の執政官になる予定であったが、309年に早世したことにより実現しなかった。墓所はアッピア街道沿いのマクセンティウスの競技場横に建てられている。死後、神格化されフォルム・ロマヌム近くにロムルス廟が造られた。

## 関連する遺跡
- ロムルスの墓

アッピア街道州立公園内のマクセンティウスの競技場横にある
- ロムルス廟（現 Santi Cosma e Damiano サンティ・コスマ・エ・ダミアーノ聖堂）

フォルム・ロマヌム内
- ロムルス廟
- ロムルスの墓